# Craspedosoma intermedium
Craspedosoma intermedium är en mångfotingart som beskrevs av Filippo Silvestri 1894. Craspedosoma intermedium ingår i släktet Craspedosoma och familjen knöldubbelfotingar. Inga underarter finns listade i Catalogue of Life.